# Омари
 Тази статия е за ракообразното.  За халифа вижте Халиф Омар.  
Омарите (Nephropidae) са семейство висши раци от разред десетоноги ракообразни, квалифицирани в подразред Pleocyemata. Тялото им е удължено и достига дължина до 80 cm и тежат до 15 kg. По бреговете на Европа и в Черно море се среща европейският омар (на латински: Homarus gammarus), който достига на дължина до 50 cm и тежи до 11 kg. Активни са през нощта и се хранят предимно с малки ракообразни и мекотели. При тях интересното е, че нарастват през целия си живот, за разлика от другите животни, които имат ограничен растеж. Това се дължи на постоянното производство на теломераза, която предпазва от загуба на ДНК информация. Поради тази причина омарите се считат от някои учени за теоретично безсмъртни, макар в един момент да не им достига метаболитна енергия за оформяне на нова черупка, след като старата е изхвърлена поради увеличен размер. 
Омарът е скъп кулинарен деликатес.

## Родове
- Acanthacaris Bate, 1888
- Eunephrops Smith, 1885
- Homarinus Kornfield, Williams & Steneck, 1995
- Homarus Weber, 1795
- Metanephrops Jenkins, 1972
- Nephropides Manning, 1969
- Nephrops Leach, 1814
- Nephropsis Wood-Mason, 1873
- Thaumastocheles Wood-Mason, 1874
- Thaumastochelopsis Bruce, 1988
- Thymopides Burukovsky & Averin, 1977
- Thymops Holthuis, 1974
- Thymopsis Holthuis, 1974
- †Hoploparia M’Coy, 1849
- †Jagtia Tshudy & Sorhannus, 2000
- †Oncopareia Bosquet, 1854
- †Palaeonephrops Mertin, 1941
- †Paraclythia Fritsch & Kafka, 1887
- †Pseudohomarus van Hoepen, 1962